# Álvaro Untoria
Álvaro Untoria Hervías (Nájera, el 17 de octubre de 1990) es un  pelotari español. Pertenece a la empresa ASPE. Debutó como profesional el 2 de julio de 2011 en el Frontón Municipal de Nájera.

## Palmarés
- Campeón del Campeonato de Parejas, 2015
- Campeón del Manomanista de promoción, 2013

## Final del Campeonato de Parejas
| Año  | Campeones               | Subcampeones              | Tanteo | Frontón |
| ---- | ----------------------- | ------------------------- | ------ | ------- |
| 2015 | Bengoetxea VI - Untoria | Berasaluze VIII - Zubieta | 22-7   | Bizkaia |

## Final del Manomanista de 2ª categoría
| Año  | Campeones | Subcampeones | Tanteo | Frontón |
| ---- | --------- | ------------ | ------ | ------- |
| 2013 | Untoria   | Elezkano II  | 22-15  | Labrit  |

## Final del Cuatro y Medio de 2ª categoría
| Año  | Campeones | Subcampeones | Tanteo | Frontón |
| ---- | --------- | ------------ | ------ | ------- |
| 2012 | Jaunarena | Untoria      | 22-20  | Labrit  |

## Final del Campeonato de Parejas de 2ªcategoría
| Año  | Campeones     | Subcampeones    | Tanteo | Frontón  |
| ---- | ------------- | --------------- | ------ | -------- |
| 2013 | Gorka-Cecilio | Rico IV-Untoria | 22-15  | Adarraga |